# Puss Gets the Boot
Puss Gets the Boot là một bộ phim hoạt hình ngắn của Mỹ năm 1940 và là phim ngắn đầu tiên trong loạt phim hoạt hình Tom và Jerry, mặc dù cả hai đều chưa được nhắc đến bằng những cái tên này. Phim do William Hanna và Joseph Barbera đạo diễn và Rudolf Ising sản xuất. Phim dựa trên truyện ngụ ngôn của Aesop, Con mèo và con chuột. Giống như thông lệ bán khống của MGM vào thời điểm đó, chỉ có Rudolf Ising được ghi công. Phim được phát hành vào ngày 10 tháng 2 năm 1940 bởi Metro-Goldwyn-Mayer.
Trong đoạn ngắn đầu tiên này, con mèo được đặt tên là Jasper và có vẻ là một con mèo đường phố lôi thôi, thiện chiến, độc ác hơn nhân vật mà Tom sẽ phát triển theo thời gian. Con chuột không tên giống với con vật sẽ trở thành nhân vật Jerry, mặc dù gầy hơn một chút. Tiền đề cơ bản là tiền đề đã trở nên quen thuộc với khán giả; trong The Art of Hanna-Barbera, Ted Sennett tóm tắt nó là "mèo rình rập và đuổi chuột trong cơn điên cuồng hỗn loạn và bạo lực hài hước". Mặc dù các nhà điều hành hãng phim không mấy ấn tượng nhưng khán giả vẫn yêu thích bộ phim và bộ phim đã được đề cử cho giải Oscar.

## Nhân vật
- Mèo Jasper (mèo Tom)
- Chuột Jinx (chuột Jerry)
- Bà chủ nhà Mammy Two Shoes

## Diễn viên lồng tiếng
- Clarence Nash – Jasper Cat
- William Hanna – Jinx Mouse
- Lillian Randolph – Mammy Two Shoes (gốc)
- June Foray, Thea Vidale – Mammy Two Shoes (đã chỉnh sửa)[1]

## Nội dung
Một chú mèo tên là Jasper (sau này được gọi là mèo Tom hay Thomas) rất vui khi hành hạ một con chuột tên Jinx (không được nhắc đến trong tên trên màn hình) và sau này được gọi là chuột Jerry, đang cố gắng chạy trốn khỏi Jasper trong khi nó giữ lấy đuôi của Jinx để giữ nó khỏi chạy đi bất cứ đâu. Cuối cùng, Jinx thoát ra nhưng chui vào miệng của Jasper, thoát ra trong gang tấc. Sau đó, Jasper vẽ một lỗ chuột trên tường để lừa Jinx vào đó. Jinx đập mạnh vào tường đến nỗi nó đánh gục nó một cách ngớ ngẩn. Jasper hồi sinh nó bằng cách sử dụng nước từ bể cá và bế nó lên. Từ từ nhận ra tình huống, Jinx đấm vào mắt Jasper, khiến nó phải rên rỉ đau đớn. Con mèo giận dữ đuổi theo Jinx và vô tình va vào một cây cột Hy Lạp, nơi nó làm vỡ lọ hoa cùng với Jasper đang đứng trên đó. Mammy Two Shoes vào phòng và mắng Jasper vì hành vi không thể chấp nhận được của nó, đưa ra tối hậu thư rằng nếu cô bắt được nó làm thêm một mớ hỗn độn, nó sẽ bị đuổi ra khỏi nhà. Jasper hờn dỗi, Jinx cười khúc khích với nó và điều này khiến cho Jasper đuổi theo nó, nhưng khi Jinx cầm ly trên cạnh bàn, Jasper lùi lại sau khi nhìn thấy một Mammy giận dữ bỏ đi cùng với phần còn lại của lọ hoa vỡ, sợ rằng nó sẽ lại gặp rắc rối
Sau khi Jinx đặt chiếc cốc xuống, nhìn thấy cơ hội của mình, Jasper lao vào nó, nhưng nó giữ lại Jasper bằng cách đe dọa sẽ làm rơi chiếc cốc một lần nữa. Sau đó Jinx làm rơi chiếc cốc và Jasper vội vàng bắt lấy nó. Jinx ném thêm cốc, khiến cho rất khó để bắt được tất cả. Khi Jinx bước đi với chiếc cốc cuối cùng, cảm thấy khá tự mãn rằng mình có lợi thế, Jasper nảy ra ý tưởng: anh ta thả một bó gối xuống đất. Khi Jinx cố gắng làm nhục Jasper bằng cách làm rơi chiếc cốc, nó vẫn còn nguyên vẹn khi nó nằm trên bề mặt mềm mại của một trong những chiếc gối. Jinx cố gắng trốn thoát nhưng Jasper bắt được anh ta bằng đuôi. Jasper vô tình ném Jinx lên kệ, nơi anh ta trốn thoát và bắt đầu ném đồ đạc, đảm bảo rằng để hù doạ Jasper, buộc anh ta phải "khởi động" bắt đồ đạc ngay lập tức. Jasper bắt đầu mệt mỏi với việc giữ tất cả các món ăn, sau đó, trong sự sỉ nhục, Jasper chỉ có thể xem khi Jinx làm rơi một món ăn cuối cùng trên mặt đất, phá vỡ nó, và do đó cảnh báo Mammy nghĩ rằng Jasper đã vi phạm tối hậu thư của cô.
Mammy một lần nữa bước vào phòng trong sự bực bội khi Jinx bơi trong bát sữa của Jasper, dùng đuôi làm khăn tắm và cuối cùng đá vào người Jasper, khiến Jasper bỏ tất cả bát đĩa, tạo ra một mớ hỗn độn lớn và buộc anh phải chịu trách nhiệm. Tức giận, Mammy ném Jasper ra khỏi nhà và đóng cửa lại. Ngay khi Jasper bị đuổi ra khỏi nhà, Jinx vẫy tay với anh ta, lè lưỡi, đặt một dấu hiệu HOME SWEET HOME trước lỗ của anh ta, và đi vào đó.

## Sản xuất và phát hành
Vào tháng 6 năm 1937, nhà làm phim hoạt hình và người kể chuyện Joseph Barbera bắt đầu làm việc cho đơn vị hoạt hình Ising tại MGM, sau đó là xưởng phim lớn nhất ở Hollywood. Ông biết rằng đồng sở hữu Louis B. Mayer muốn thúc đẩy bộ phận hoạt hình bằng cách khuyến khích các họa sĩ phát triển một số nhân vật hoạt hình mới, sau sự thiếu thành công với loạt phim hoạt hình trước đó dựa trên truyện tranh Captain và the Kids. Sau đó, Barbera hợp tác với nhà làm phim hoạt hình đơn vị Ising và đạo diễn William Hanna và đưa ra những ý tưởng mới, trong số đó có khái niệm về hai "nhân vật bình đẳng luôn xung đột với nhau". Một suy nghĩ ban đầu liên quan đến một con cáo và một con chó trước khi họ định cư trên một con mèo và chuột. Cặp đôi đã thảo luận về ý tưởng của họ với nhà sản xuất Fred Quimby, lúc đó là người đứng đầu bộ phim ngắn, mặc dù không có hứng thú với nó, đã cho họ đèn xanh để sản xuất một phim hoạt hình ngắn.
Puss Gets the Boot ngắn, có một con mèo tên là Jasper và một con chuột không tên, tên là Jinx trong tiền sản xuất, và một người giúp việc người Mỹ gốc Phi tên là Mammy Two Shoes. Leonard Maltin mô tả nó là "rất mới và đặc biệt [...] đó là thay đổi tiến trình sản xuất phim hoạt hình MGM" và thiết lập công thức Tom và Jerry thành công của trò chơi đuổi bắt mèo và chuột hài hước bằng trò đùa tát. Nó được phát hành trên mạch rạp vào ngày 10 tháng 2 năm 1940 và cặp đôi này đã được ban quản lý khuyên không nên sản xuất nữa, tập trung vào các phim hoạt hình khác bao gồm Gallopin 'Gals (1940) và Sĩ quan Pooch (1941). Tuy nhiên, vấn đề đã thay đổi, khi nữ doanh nhân Texas Bessa Short gửi thư cho MGM hỏi liệu có sản xuất thêm quần short mèo và chuột hay không, điều này đã giúp thuyết phục ban quản lý đưa ra một loạt. Một cuộc thi ở trường quay được tổ chức để đổi tên cả hai nhân vật đã giành chiến thắng bởi nhà làm phim hoạt hình John Carr, người đã gợi ý cho chú mèo Tom và chú chuột Jerry sau khi uống rượu Christmastime. Carr đã được trao giải thưởng đầu tiên là $ 50. Gets the Boot là một thành công quan trọng, giành được đề cử giải Oscar cho Chủ đề ngắn hay nhất: Phim hoạt hình năm 1941 mặc dù danh sách tín dụng Ising và bỏ qua Hanna và Barbera.
Sau khi MGM bật đèn xanh cho Hanna và Barbera tiếp tục, hãng phim đã bắt đầu sản xuất trên The Midnight Snack (1941). Cặp đôi sẽ tiếp tục làm việc trên phim hoạt hình Tom và Jerry trong mười lăm năm tiếp theo của sự nghiệp.

## Bản phát hành
Blu-ray
- Tom and Jerry Golden Collection, Volume 1, Disc 1

DVD
- Tom and Jerry Spotlight Collection: Double Feature, Disc 1
- Warner Bros. Home Entertainment Academy Award-Nominated Animation: Cinema Favorites
- Tom and Jerry Golden Collection, Volume 1, Disc 1
- Tom and Jerry: The Deluxe Anniversary Collection, Disc 1
- Warner Bros. Home Entertainment Academy Awards Animation Collection, Disc 2
- Tom and Jerry Spotlight Collection, Volume 2, Disc 1

VHS
- Tom & Jerry's 50th Birthday Classics[2]

Đĩa Laser
- The Art of Tom and Jerry Volume 1, Disc 1, Side 1